# Dur-Kurigalzu

Mapa Babilonii za panowania Kasytów z zaznaczonym położeniem miasta Dur-Kurigalzu

Dur-Kurigalzu – starożytne miasto w południowej Mezopotamii; obecnie stanowisko archeologiczne Akarkuf w prowincji Al-Anbar w Iraku, ok. 30 kilometrów na zachód od Bagdadu.
Dur-Kurigalzu założone zostało w XV wieku p.n.e. przez kasyckiego króla Kurigalzu I, który przeniósł tu stolicę swego państwa. Siedzibą władców kasyckich pozostawało ono aż do upadku dynastii kasyckiej w XII wieku p.n.e., kiedy to zostało w dużej mierze porzucone. Ponownie, choć tylko na krótki czas, zasiedlone zostało dopiero w okresie nowobabilońskim (626–539 p.n.e.). W szczytowym okresie rozwoju Dur-Kurigalzu miało powierzchnię 225 hektarów i otoczone było ufortyfikowanym murem.
Do naszych czasów zachowały się ruiny ziguratu i pałacu królewskiego. Zigurat, mający u podstawy wymiary 69 z 67,6 metra, poświęcony był bogu Enlilowi i uległ częściowemu zniszczeniu gdy wojska elamickie zdobyły miasto. Do dziś zachowała się tylko wewnętrzna część ceglanego masywu wysoka na 57 metrów. W latach siedemdziesiątych XX wieku najniższy taras ziguratu został „zrekonstruowany” na rozkaz Saddama Husajna. Przy ziguracie znajdowała się świątynia założona na tradycyjnym planie.
Zachowany tylko częściowo pałac królewski w Dur-Kurigalzu nie miał z góry określonego planu, lecz stopniowo rozrastał się poprzez dobudowywanie do systemu dziedzińców małych pomieszczeń charakteryzujących się ceglanymi sklepieniami beczkowymi. Najlepiej zachowaną część stanowi wielki kwadratowy dziedziniec o boku 64 m i trzy skrzydła wokół niego, które mają tylko po jednym wejściu pośrodku każdej fasady.
Malowidła ścienne z pałacu w Dur–Kurigalzu są najlepiej zachowanymi zabytkami malarstwa kasyckiego. Przypominają freski z czasów starobabilońskich; technika jest ta sama i te same barwy: czarna, biała i czerwona, na grubym glinianym lub gipsowym podłożu.